# Юрий Самарин
Юрий Фьодорович Самарин (на руски: Юрий Фёдорович Самарин) е руски философ и публицист.

## Биография
Роден е на 3 май (21 април – стар стил) 1819 г. в Санкт Петербург, Русия, в благородническия род Самарини. През 1838 г. завършва Московския университет, където се сближава с Константин Аксаков и през следващите десетилетия е активен участник в движението на славянофилите. През 1844 – 1853 г. е на служба във вътрешното министерство в различни части на империята, след което живее в семейните имения в Тулска и Самарска губерния и участва в провеждането на селската реформа и освобождаването на крепостните селяни.
Умира на 31 март 1876 г. в Берлин.